# Linepithema dispertitum
Linepithema dispertitum es una especie de hormiga del género Linepithema, subfamilia Dolichoderinae. Fue descrita científicamente por Forel en 1885.
Se distribuye por Colombia, Costa Rica, República Dominicana, El Salvador, Guatemala, Honduras, México, Nicaragua, Panamá y Trinidad and Tobago. Se ha encontrado a elevaciones de hasta 3094 metros. Vive en microhábitats como troncos, debajo de piedras y la vegetación.